# Michel Ory
Pour les articles homonymes, voir Ory.
Michel Ory, né le 18 avril 1966 à Develier, est un astronome amateur suisse, découvreur prolifique d'astéroïdes et de comètes, qui est l'un des cinq lauréats du prix Edgar-Wilson 2009 pour sa découverte de la comète périodique 304P/Ory (P/2008 Q2), comète de la famille de Jupiter découverte le 27 août 2008 en utilisant un réflecteur f/3.9 de 24 pouces à l'observatoire astronomique jurassien, en Suisse.
Il est professeur de physique au lycée cantonal de Porrentruy. L'astéroïde de la ceinture principale (67979) Michelory a été nommé en son honneur.
En 2020, il partage avec Claudine Rinner le prix Dorothea Klumpke - Isaac Roberts de la Société astronomique de France.

## Biographie
Michel Ory est né dans le district de Delémont, à l'époque dans le canton de Berne, aujourd'hui dans le canton du Jura, en Suisse. Il fréquente l'école de Delémont et l'école cantonale de Porrentruy, puis étudie la physique en 1990 à l'Université de Genève. Il suit des cours de journalisme scientifique chez Cedos SA à Carouge, dont il sort avec une qualification en 1992. Il entreprend ensuite une formation d'enseignant à l'Institut pédagogique de Porrentruy, dont il sort professeur d'enseignement du secondaire en 1994, et devient professeur de physique à l'école cantonale de Porrentruy, poste qu'il occupe toujours en 2023. Ory est marié et a deux enfants avec un chat nommé Filou. Ory est également un grand fan de Michel Polnareff.
En tant qu'astronome amateur accompli, il rejoint la Société astronomique jurassienne en 1990 et, entre 1993 et 1998, compte parmi les sept membres impliqués dans la construction de l'observatoire astronomique jurassien.

## Découvertes
Au cours des années 2000-2010, Michel Ory réalise un grand nombre de découvertes d'objets astronomiques à partir de plusieurs sites d'observation. Au 29 avril 2022, il est crédité par le Centre des planètes mineures de la découverte de 252 planètes mineures numérotées sur la période 2001-2016.
À l'observatoire astronomique jurassien, situé à Vicques, en Suisse, il fait sa découverte la plus célèbre, 304P/Ory, une comète périodique de la famille de Jupiter, il découvre également plus de 252 astéroïdes (y compris des objets mineurs non encore numérotés) et deux supernovae. Ory réalise également des découvertes à partir de deux autres sites d'observation aux États-Unis : l'observatoire Tenagra II (code 926), en Arizona, et l'Observatoire Sierra Stars (code G68), en Californie, d'où il découvre onze et deux astéroïdes respectivement.

### La comète 304P/Ory
Au cours des nuits des 26-27 et 27-28 août 2008, Ory découvre ce qu'il pense être au départ un astéroïde géocroiseur et rapporte sa découverte au Centre des planètes mineures, à Harvard, en tant que telle. Vers 20 h 8 le 28 août, il reçoit une notification du Bureau central des télégrammes astronomiques (CBAT) précisant que l'objet est en réalité une comète périodique : « un objet apparenté à un astéroïde découvert par Michel Ory (Delémont, Suisse, à partir d'images CCD obtenues avec un réflecteur de 0.61-m f/3.9 à Vicques, l'observation de la découverte mentionnée ci-dessous), est publiée sur le site web du NEOCP du Centre des planètes mineures, est confirmée être de nature cométaire par d'autres observations CCD. ».
La comète est initialement désignée P/2008 Q2 (Ory), puis redésignée 304P/Ory après confirmation de son observation à deux périhélies. La comète orbite autour du Soleil suivant une orbite elliptique avec une période de 5,96 ans.
Ory reçoit le prix Edgar-Wilson, du Harvard-Smithsonian Center for Astrophysics en 2014, puis, en 2008, un square de Vicques est nommé Place de la comète P/2008 Q2 Ory, en l'honneur de sa découverte.

### Astéroïdes découverts
| (57658) Nilrem           | 17 octobre 2001   |
| (68718) Safi             | 17 février 2002   |
| (84902) Porrentruy       | 17 octobre 2003   |
| (88906) Moutier          | 11 octobre 2001   |
| (95771) Lachat           | 9 mars 2003       |
| (99824) Polnareff        | 29 juin 2002      |
| (113415) Rauracia        | 30 septembre 2002 |
| (115950) Kocherpeter     | 18 novembre 2003  |
| (117736) Sherrod         | 4 avril 2005      |
| (125076) Michelmayor     | 19 octobre 2001   |
| (126160) Fabienkuntz     | 4 janvier 2002    |
| (126748) Mariegerbet     | 16 février 2002   |
| (129078) Animoo          | 8 novembre 2004   |
| (129137) Hippoloque      | 13 janvier 2005   |
| (143622) Robertbloch     | 22 avril 2003     |
| (145559) Didiermüller    | 18 juillet 2006   |
| (157456) Pivatte         | 17 novembre 2004  |
| (162937) Prêtre          | 12 août 2001      |
| (170162) Nicolashayek    | 23 mars 2003      |
| (170906) Coluche         | 9 décembre 2004   |
| (170927) Dgebessire      | 5 janvier 2005    |
| (173086) Nirée           | 8 septembre 2007  |
| (175208) Vorbourg        | 1er avril 2005    |
| (175282) Benhida         | 1er juin 2005     |
| (177415) Queloz          | 9 février 2004    |
| (179764) Myriamsarah     | 16 septembre 2002 |
| (180643) Cardoen         | 14 avril 2004     |
| (183114) Vicques         | 13 septembre 2002 |
| (184508) Courroux        | 10 août 2005      |
| (187123) Schorderet      | 30 août 2005      |
| (188446) Louischevrolet  | 17 avril 2004     |
| (197864) Florentpagny    | 5 septembre 2004  |
| (197870) Erkman          | 6 septembre 2004  |
| (199838) Hafili          | 11 mars 2007      |
| (204702) Péquignat       | 19 mars 2006      |
| (207109) Stürmenchopf    | 15 janvier 2005   |
| (210997) Guenat          | 14 décembre 2001  |
| (211613) Christophelovis | 25 octobre 2003   |
| (213770) Fignon          | 23 février 2003   |
| (214081) Balavoine       | 17 avril 2004     |
| (214136) Alinghi         | 13 janvier 2005   |
| (214378) Kleinmann       | 10 juin 2005      |
| (223566) Petignat        | 22 mars 2004      |
| (224027) Grégoire        | 10 juin 2005      |
| (224206) Pietchisson     | 21 septembre 2005 |
| (227065) Romandia        | 1er avril 2005    |
| (230155) Francksallet    | 26 août 2001      |
| (230975) Rogerfederer    | 10 janvier 2005   |
| (235027) Pommard         | 23 mars 2003      |
| (238593) Paysdegex       | 4 janvier 2005    |

| (238817) Titeuf           | 10 août 2005       |
| (240871) MOSS             | 19 février 2006    |
| (242492) Fantômas         | 10 novembre 2004   |
| (242516) Lindseystirling  | 4 janvier 2005     |
| (242529) Hilaomar         | 13 janvier 2005    |
| (248183) Pisandre         | 13 janvier 2005    |
| (249302) Ajoie            | 26 octobre 2008    |
| (259905) Vougeot          | 23 mars 2004       |
| (260906) Robichon         | 1er septembre 2005 |
| (262705) Vosne-Romanée    | 14 décembre 2006   |
| (275962) Chalverat        | 21 janvier 2001    |
| (276781) Montchaibeux     | 11 mai 2004        |
| (280640) Ruetsch          | 4 janvier 2005     |
| (280642) Doubs            | 13 janvier 2005    |
| (282669) Erguël           | 6 novembre 2005    |
| (284945) Saint-Imier      | 14 mars 2010       |
| (289586) Shackleton       | 30 mars 2005       |
| (289587) Chantdugros      | 30 mars 2005       |
| (290001) Uebersax         | 10 août 2005       |
| (299020) Chennaoui        | 5 janvier 2005     |
| (291847) Ladoix           | 19 juillet 2006    |
| (297026) Corton           | 7 avril 2010       |
| (305254) Moron            | 19 décembre 2007   |
| (309917) Sefyani          | 20 mars 2009       |
| (313921) Daassou          | 5 septembre 2004   |
| (314040) Tavannes         | 4 janvier 2005     |
| (318412) Tramelan         | 11 janvier 2005    |
| (318676) Bellelay         | 10 août 2005       |
| (327082) Tournesol        | 10 novembre 2004   |
| (329935) Prévôt           | 30 juillet 2005    |
| (331992) Chasseral        | 3 avril 2005       |
| (336108) Luberon          | 2 mai 2008         |
| (336203) Sandrobuss       | 22 septembre 2008  |
| (337380) Lenormand        | 17 août 2001       |
| (339486) Raimeux          | 3 avril 2005       |
| (349606) Fleurance        | 26 octobre 2008    |
| (352860) Monflier         | 30 novembre 2008   |
| (362238) Shisseh          | 19 mai 2009        |
| (363582) Folpotat         | 9 février 2004     |
| (368588) Lazrek           | 8 septembre 2004   |
| (372305) Bourdeille       | 20 novembre 2008   |
| (378669) Rivas            | 29 avril 2008      |
| (399745) Ouchaou          | 3 avril 2005       |
| (423205) Echezeaux        | 5 septembre 2004   |
| (450390) Pitchcomment     | 8 août 2005        |
| (469748) Volnay           | 9 août 2005        |
| (470600) Calogero         | 6 août 2008        |
| (481984) Cernunnos        | 20 mai 2009        |
| (542888) Confino          | 10 juin 2013       |
| (543315) Asmakhammari     | 10 décembre 2013   |
| - [1] avec Holger Lehmann |                    |

## Publications
Début 2019, il publie un livre pour le grand public intitulé Chasseur d'astéroïdes, illustré par son compatriote le dessinateur de presse Pitch Comment.
En 2021, il sort chez De Boeck Supérieur Chasseur de comètes, la quête de nos origines, puis en 2023 Chasseur de Supernovæ, les phares de l'Univers.